# Jüdischer Friedhof Hochhausen

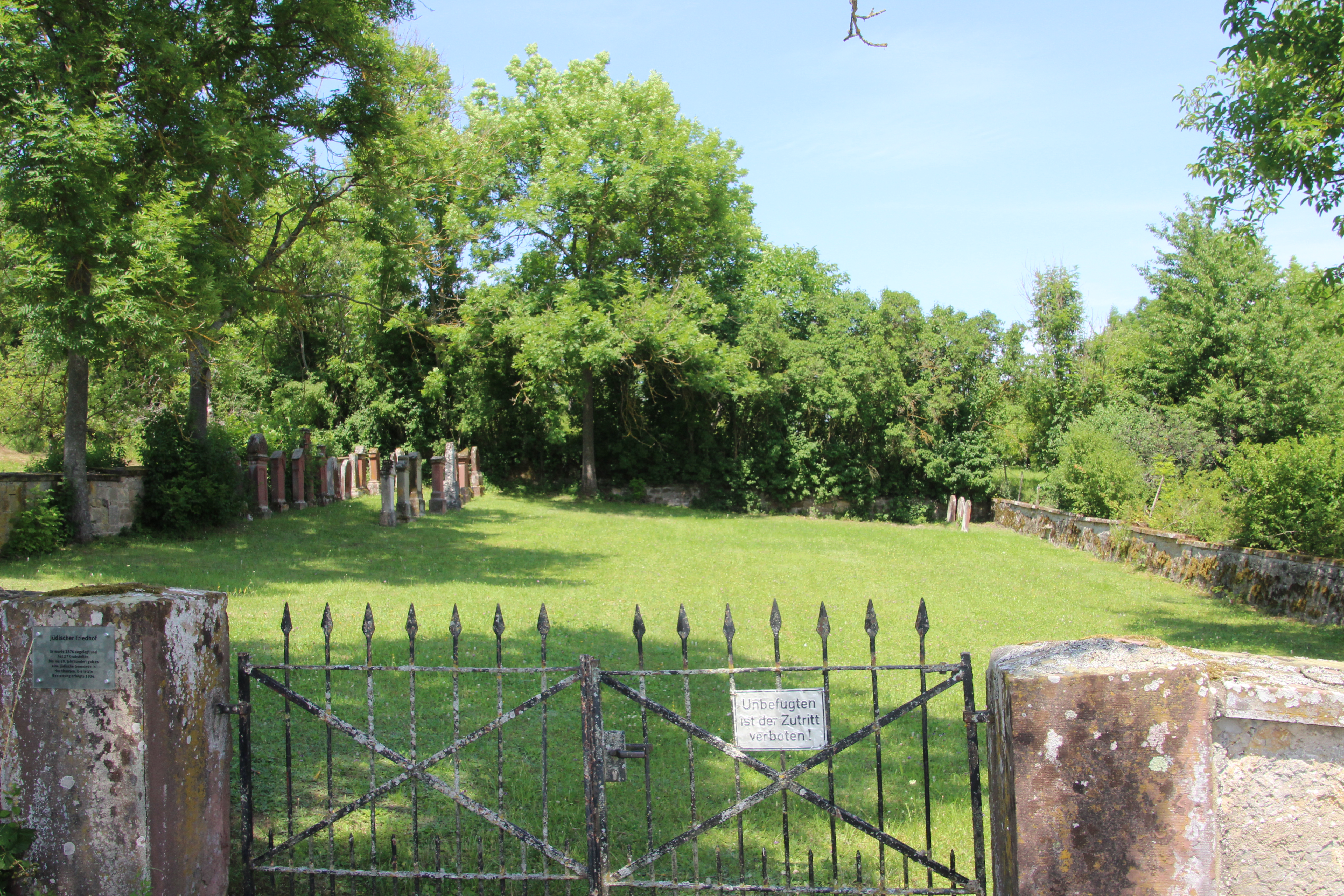
Der jüdische Friedhof in Hochhausen mit 27 Gräbern (2017)

Der Jüdische Friedhof Hochhausen ist ein jüdischer Friedhof in Hochhausen, einem Stadtteil der  Stadt Tauberbischofsheim im Main-Tauber-Kreis im nördlichen Baden-Württemberg. Der jüdische Friedhof ist ein Kulturdenkmal der Stadt Tauberbischofsheim.

## Geschichte
Die Toten der jüdischen Gemeinde Hochhausen wurden zunächst auf dem jüdischen Friedhof Külsheim beigesetzt. 1876 wurde ein eigener Friedhof errichtet, der westlich des Bahnhofes liegt und über die Straße An der Setz erreichbar ist. Am 25. Mai 1877 fand die erste Beisetzung auf dem jüdischen Friedhof statt. Eine örtliche Zeitung schrieb darüber Folgendes:

„Der heutige Tag lieferte einen schönen Beweis der hier sich findenden Toleranz, des ungetrübt guten Verhältnisses zwischen Christen und Juden. Es wurde nämlich die erste Leiche auf dem neuen israelitischen Friedhof beigesetzt in den irdischen Überresten eines erst 20 Jahre alten jungen Mannes, der Mitglied unseres Turnvereins war. Den Leichenzug eröffnete der genannte Verein, voran die mit schwarzem Flor behängte Fahne, die beiden christlichen Lehrer. Nach dem Sarg folgte der Rabbiner, neben demselben unser Seelsorger. Hierauf unser Bürgermeister und Gemeinderat und zahlreiche Teilnehmer christlicher und jüdischer Religion. Dieser Akt macht unserer Gemeinde alle Ehre, wie er ein gutes Beispiel sein möge für andere.“

Der jüdische Friedhof hat eine Fläche von 7,45 Ar; heute sind noch 27 Grabsteine vorhanden. Die letzte Bestattung fand 1934 statt.
Im Jahr 1988 wurden vom Zentralarchiv zur Erforschung der Geschichte der Juden in Deutschland Fotos von allen Grabsteinen erstellt. Unter Verwendung dieser Fotos wurde 1993 eine Grunddokumentation des jüdischen Friedhofs durch das Landesamt für Denkmalpflege Baden-Württemberg erstellt. 2007 wurde vom damaligen Ortsvorsteher von Hochhausen, Werner Schramm, eine überarbeitete Dokumentation, bei der es sich um eine Reproduktion der Grunddokumentation des Landesdenkmalamtes von 1993 handelte, veröffentlicht. Die überarbeitete Dokumentation wurde durch im Jahre 2007 aufgenommene farbige Fotos aller Grabsteine und weitere Dokumente ergänzt, unter anderem einen Lageplan von 1876.